# Potiapua
Potiapua is een kevergeslacht uit de familie van de boktorren (Cerambycidae). De wetenschappelijke naam van het geslacht werd voor het eerst geldig gepubliceerd in 2009 door Napp & Monné.

## Soorten
Potiapua is monotypisch en omvat slechts de volgende soort:
- Potiapua antonia Napp & Monné, 2009